# John Willis Ellis
Pour les articles homonymes, voir Ellis et John Ellis.
John Willis Ellis (23 novembre 1820 - 7 juillet 1861), est un homme politique américain. Il a été gouverneur de Caroline du Nord de 1859 à 1861. 

## Biographie
Né en 1820 dans le Comté de Rowan en Caroline du Nord. Il fait ses études et gradue à l'université de Caroline du Nord à Chapel Hill. Il est élu à l'Assemblée générale de Caroline du Nord pour le comté de Rowan. Il est juge à la Cour supérieure de l'État de 1848 à 1858. Il décède le 7 juillet 1861 alors en fonction à son poste de gouverneur de Caroline du Nord.

## Sources
- (en) Cet article est partiellement ou en totalité issu de l’article de Wikipédia en anglais intitulé « John Willis Ellis » (voir la liste des auteurs).